# Orford, Suffolk
Orford är en by och en civil parish i distriktet East Suffolk i Suffolk i England. Orten har 658 invånare (2001). Den har en kyrka och ett slott (Orford Castle).